# Androstenon
Androstenon ist ein Steroid (Androgen) und ein Metabolit des Sexualhormons Testosteron, das bei verschiedenen Säugetieren als Pheromon dient und über das Vomeronasalorgan wahrgenommen wird. Die Funktion von Androstenon als Pheromon wird auch beim Menschen diskutiert, ist jedoch bislang nicht eindeutig geklärt.
Androstenon wird in den Leydig-Zellen im Hoden gebildet und wandert bei Geschlechtsreife durch das Fettgewebe zu den Speicheldrüsen, wo der Stoff via Speichel in die Luft freigesetzt wird.

## Androstenon bei Schweinen
Androstenon ist – gemeinsam mit Skatol – verantwortlich für den Ebergeruch des Ebers. Bei der rauschigen Sau induziert er die Duldungsstarre.
Ebergeruch bei Fleischwaren tritt nur bei ungefähr jedem zehnten Tier auf und ausschließlich bei gekochten Fleischprodukten, nicht aber bei rohen Fleisch- und Wurstwaren. Die Ebermast, mit an die Schlachtung anschließender Androstenon-Probe, stellt deshalb eine Alternative zur Ferkelkastration dar. (vgl. auch Schweineproduktion). 

Eine Alternative zur Ferkelkastration und Ebermast ist die Immunokastration, welche in Europa bisher nur in begrenztem Umfang in Belgien angewandt wird (Stand 2016).